# Base de dades distribuïda
Una base de dades distribuïda o Distributed Database (DDB) és una base de dades que distribueix l'emmagatzematge de les dades en un sistema de nusos interconnectats mitjançant un sistema de gestió de bases de dades (DBMS) que coordona les accions d'una sèrie d'ordinadors. És different de la base de dades centralitzada, on tot es fa en un únic ordenador. El sistema de gestió ha de garantir la coherència i la estructura de les dades.
Pot ser emmagatzemat en múltiples ordinadors, situats a la mateixa ubicació física, o es pot dispersar en una xarxa d'ordinadors interconnectats. A diferència d'un sistema de base de dades paral·lel, en els quals els processadors estan estretament acoblades i que constitueixen un sol sistema de base de dades, un sistema de base de dades distribuïda consisteix en llocs dèbilment acoblats que no comparteixen cap element físic.
Els administradors de sistemes poden distribuir col·leccions de dades a través de múltiples ubicacions físiques. Una base de dades distribuïda pot residir en els servidors de xarxa a Internet, en intranets o extranets corporatives, o en altres xarxes de l'empresa. A causa que emmagatzemen dades en diversos equips, les bases de dades distribuïdes poden millorar el rendiment als llocs de treball dels usuaris finals en permetre que les transaccions es processin en moltes màquines, en lloc d'estar limitat a una.
Dos processos asseguren que les bases de dades distribuïdes romanguin actualitzades i corrent en tots els llocs de distribució: replicació i duplicació.
- La replicació implica l'ús d'un programari especialitzat que cerca canvis a la base de dades de distribució. Un cop s'han identificat els canvis, el procés de replicació fa que totes les bases de dades tinguin el mateix aspecte. El procés de replicació pot ser complex i consumeix molt temps segons la mida i nombre de les bases de dades distribuïdes. Aquest procés també pot requerir una gran quantitat de temps i recursos informàtics.
- La duplicació, d'altra banda, té una menor complexitat. Bàsicament identifica una base de dades com un mestre i després duplica aquesta base de dades. El procés de duplicació es realitza normalment en un temps establert. Això és per assegurar que cada ubicació distribuït té les mateixes dades. En el procés de duplicació, els usuaris poden canviar només la base de dades màster. Això assegura que no se sobreescriuran les dades locals.

A més de la replicació de base de dades distribuïda i la fragmentació, hi ha moltes altres tecnologies de disseny de bases de dades distribuïdes. Per exemple, l'autonomia local, sincrònica i asincrònica distribueixen les tecnologies de bases de dades. L'aplicació d'aquestes tecnologies pot o no dependre de les necessitats de l'empresa i la sensibilitat/confidencialitat de les dades emmagatzemades a la base de dades i, per tant, el preu que l'empresa està disposada a gastar en garantir la seguretat de les dades, la coherència i la integritat.
Quan es parla d'accés a bases de dades distribuïdes, Microsoft utilitza el terme de consulta distribuïda, que defineix un protocol de manera específica com "tota Selecció (SELECT), Inserció (INSERT), Actualització (UPDATE) o Eliminació (DELETE) que faci referència a les taules i els conjunts de files d'una o més fonts de dades externes OLE DB". Oracle proporciona una visió més centrada en el llenguatge, on les consultes distribuïdes i transaccions distribuïdes formen part del SQL distribuït.